# Paraphenice bimaculata
Paraphenice bimaculata – gatunek pluskwiaka z rodziny Derbidae i podrodziny Cenchreinae. Jest endemitem Wysp Wewnętrznych archipelagu Seszeli.

## Taksonomia
Gatunek ten opisany został po raz pierwszy w 1917 roku przez Williama Lucasa Distanta na łamach „Transactions of the Linnean Society of London” pod nazwą Fescennia bimaculata. Jako lokalizację typową wskazano Mahé w archipelagu Seszeli. Do rodzaju Paraphenice przeniesiony został w 1924 roku przez Fredericka A.G. Muira. W 2009 roku poddany został redeskrypcji przez Holgera Löckera, Birgit Löcker i Wernera E. Holzingera.

## Morfologia
Samce osiągają 6,9 mm, a samice od 7,2 do 7,7 mm długości ciała. Ubarwienie jest żółte z czarniawymi: szczytem kłujki, wierzchołkami żeberek bocznych czoła, żeberkami bocznymi ciemienia i dwoma kropkami na skrzydle przednim, z których jedna leży na szczycie międzykrywki, a druga przy wierzchołku skrzydła. Głowa ma przedustek ze słabo zaznaczonym żeberkiem środkowym i bez żeberek bocznych, zaustek z przeciętnie rozwiniętymi żeberkami środkowym i bocznymi, bardzo wąskie czoło z niestykającymi się, ziarenkowanymi żeberkami bocznymi i bez żeberka środkowego, nieco krótsze niż szerokie ciemię z U-kształtnym wcięciem u nasady, zaopatrzonymi w dołki zmysłowe żeberkami bocznymi i bez żeberka środkowego, liściowate wyrostki podczułkowe, sięgającą poza tylne biodra kłujkę oraz czułki o małym i jajowatym drugim członie. Przedplecze ma boczne żeberka i brzuszne brzegi niemal liściowato wyniesione i formujące kubkowate dołki na czułki. Skrzydło przednie jest od 4,8 do 3,9 raza dłuższe niż u szczytu międzykrywki szerokie i ma długą komórkę subkostalną. Skrzydło tylne jest dłuższe niż połowa przedniego. Odnóża tylnej pary cechują się pozbawionymi kolców bocznych goleniami zaopatrzonymi w pięć ząbków wierzchołkowych, z których cztery leżą w szeregu, a najbardziej zewnętrzny jest od nich oddalony. Ponadto tylne odnóża charakteryzują się pozbawionymi poduszeczek członami stóp pierwszym i drugim, z których oba mają sześć ząbków wierzchołkowych. Genitalia samca mają bardzo długą rurkę analną z podzielonym na dwa dobrzusznie szczytami skierowane płaty wierzchołkiem, zaopatrzony w spiczasty wyrostek grzbietowo-boczny i długi, S-krztałtny wyrostek brzuszno-środkowy z krótkim kolcem pośrodku prawej strony pygofor oraz wyposażony w pięć kolców wierzchołkowych edeagus.

## Ekologia i występowanie
Owad ten zasiedla lasy z udziałem palm i pandanów. Obserwowany był na Pandanus hornei i Verschaffeltia splendida.
Gatunek ten występuje w krainie madagaskarskiej. Jest endemitem Wysp Wewnętrznych archipelagu Seszeli. Znany jest z wysp Curieuse, Mahé, Praslin i Silhouette.